# 1991 BJ
1991 BJ är en asteroid i huvudbältet som upptäcktes den 17 januari 1991 av de båda japanska astronomerna Tsutomu Hioki och Shuji Hayakawa vid Okutama-observatoriet.
Asteroiden har en diameter på ungefär 6 kilometer.